# Tournoi de tennis de Sardaigne
Le tournoi de Sardaigne (Italie) est un tournoi de tennis féminin du circuit professionnel WTA et masculin du circuit ATP.
La seule édition féminine de l'épreuve a été organisée en 1982.
En octobre 2020, l'ATP décide exceptionnellement de faire jouer un tournoi masculin de catégorie ATP 250 du fait de la pandémie de Covid-19 qui a bouleversé le calendrier de la saison. En 2021, le tournoi est maintenu lors de la saison de terre battue en avril.

## Palmarès dames

### Simple
| No | Date       | Nom et lieu du tournoi               | Catégorie | Dotation | Surface      | Vainqueure       | Finaliste    | Score    |  |
| -- | ---------- | ------------------------------------ | --------- | -------- | ------------ | ---------------- | ------------ | -------- |  |
| 1  | 26-04-1982 | Torneo Citta di Arzachena, Sardaigne | Series 1  | 50 000 $ | Terre (ext.) | Elizabeth Sayers | Dana Gilbert | 6-3, 6-0 |  |

### Double
| No | Date       | Nom et lieu du tournoi              | Catégorie | Dotation | Surface      | Vainqueures                   | Finalistes                      | Score    |  |
| -- | ---------- | ----------------------------------- | --------- | -------- | ------------ | ----------------------------- | ------------------------------- | -------- |  |
| 1  | 26-04-1982 | Torneo Citta di Arzachena Sardaigne | Series 1  | 50 000 $ | Terre (ext.) | Debbie Jevans Elizabeth Jones | Catrin Jexell Susana Villaverde | 7-6, 6-2 |  |

## Palmarès messieurs

### Simple
| No | Date       | Nom et lieu du tournoi                                | Catégorie      | Dotation       | Surface        | Vainqueur      | Finaliste        | Score          |                |
| -- | ---------- | ----------------------------------------------------- | -------------- | -------------- | -------------- | -------------- | ---------------- | -------------- | -------------- |
| 1  | 12-10-2020 | Forte Village Sardegna Open, Santa Margherita di Pula | ATP 250        | 271 345 €      | Terre (ext.)   | Laslo Djere    | Marco Cecchinato | 7-63, 7-5      | Tableau        |
| 2  | 05-04-2021 | Sardegna Open, Cagliari                               | ATP 250        | 408 800 €      | Terre (ext.)   | Lorenzo Sonego | Laslo Djere      | 2-6 7-6 6-4    | Tableau        |
|    | 2022       | Pas de tournoi                                        | Pas de tournoi | Pas de tournoi | Pas de tournoi | Pas de tournoi | Pas de tournoi   | Pas de tournoi | Pas de tournoi |
| 3  | 01-05-2023 | Sardegna Open, Cagliari                               | Challenger     | 200 000 €      | Terre (ext.)   | Ugo Humbert    | Laslo Djere      | 4-6, 7-5, 6-4  |                |
| 4  | 29-04-2024 | Sardegna Open, Cagliari                               | Challenger     | 205 000 €      | Terre (ext.)   | Mariano Navone | Lorenzo Musetti  | 7-5, 6-1       |                |

### Double
| No | Date       | Nom et lieu du tournoi                                | Catégorie      | Dotation       | Surface        | Vainqueurs                      | Finalistes                        | Score             |                |
| -- | ---------- | ----------------------------------------------------- | -------------- | -------------- | -------------- | ------------------------------- | --------------------------------- | ----------------- | -------------- |
| 1  | 12-10-2020 | Forte Village Sardegna Open, Santa Margherita di Pula | ATP 250        | 271 345 €      | Terre (ext.)   | Marcus Daniell Philipp Oswald   | Juan Sebastián Cabal Robert Farah | 6-3, 6-4          | Tableau        |
| 2  | 05-04-2021 | Sardegna Open, Cagliari                               | ATP 250        | 408 800 €      | Terre (ext.)   | Lorenzo Sonego Andrea Vavassori | Simone Bolelli Andrés Molteni     | 6-3, 6-4          | Tableau        |
|    | 2022       | Pas de tournoi                                        | Pas de tournoi | Pas de tournoi | Pas de tournoi | Pas de tournoi                  | Pas de tournoi                    | Pas de tournoi    | Pas de tournoi |
| 3  | 01-05-2023 | Sardegna Open, Cagliari                               | Challenger     | 200 000 €      | Terre (ext.)   | Alexander Erler Lucas Miedler   | Máximo González Andrés Molteni    | 7-66, 6-3         |                |
| 4  | 29-04-2024 | Sardegna Open, Cagliari                               | Challenger     | 205 000 €      | Terre (ext.)   | Sriram Balaji Andre Begemann    | Boris Arias Federico Zeballos     | 6-4, 63-7, [10-6] |                |